# ریکی شرودر
ریکی شرودر (انگلیسی: Ricky Schroder؛ زادهٔ ۱۳ آوریل ۱۹۷۰) یک هنرپیشه و کارگردان فیلم اهل ایالات متحده آمریکا است. وی از سال ۱۹۷۹ میلادی تاکنون مشغول فعالیت بوده‌است.

## گزیده فیلمشناسی
از فیلم‌ها یا برنامه‌های تلویزیونی که وی در آن نقش داشته‌است می‌توان به آثار زیر اشاره کرد.
- قهرمان (فیلم ۱۹۷۹) (۱۹۷۹)
- از میان مسیرها (۱۹۹۱)
- عزیزم رفت (۱۹۹۴)
- جزر و مد سرخ (۱۹۹۵)
- روزی که مردم زود بیدار شدم (۱۹۹۸)
- گردان گمشده (۲۰۰۱)
- خوره‌های بیلیارد (۲۰۰۲)
- قفسه ۱۳ (۲۰۰۹)
- بیارش گریک (۲۰۱۰)
- گردان گمشده (۲۰۰۱)
- مرغ ربات (۲۰۰۶)
- ۲۴ (مجموعه تلویزیونی) (۲۰۰۷)
- خانواده غیرمعمولی (۲۰۱۰)